# Ребер-Пашвиц, Эрнст
Эрнст фон Ребер-Пашвиц (нем. Ernst von Rebeur-Paschwitz; 9 августа 1861, Франкфурт-на-Одере — 3 октября 1895, Мерзебург) — немецкий астроном и сейсмолог.

## Биография
Несмотря на кратковременную учёную карьеру, прерываемую приступами болезни, он успел составить себе имя тем, что усовершенствовал горизонтальный маятник и сделал его лучшим средством для изучения изменений силы тяжести. 
Ребер-Пашвиц производил наблюдения своим снарядом в Карлсруэ, Потсдаме, Тенерифе (где лечился) и Мерзебурге. В настоящее время горизонтальный маятник установлен во многих обсерваториях, в том числе в трёх российских. 
Другие работы Ребер-Пашвица относятся к теории сопротивления среды и измерению звёздных куч.